# 尼克斯堡 (阿拉巴馬州)
尼克斯堡（英語：Nixburg）是一個位於美國阿拉巴馬州庫薩縣的非建制地區。該地的面積和人口皆未知。

## 地理
尼克斯堡的座標為32°49′40″N 86°06′40″W / 32.82777°N 86.11111°W，而該地最高點為海拔高度158米（即518英尺）。